# Hildegarde
Hildegarde, pseudonimo di Hildegarde Loretta Sell (Adell, 1º febbraio 1906 – New York, 29 luglio 2005), è stata una cantante e cabarettista statunitense.

## Biografia
Hildegarde nacque nel Wisconsin da genitori tedeschi cattolici. Dopo aver seguito studi di storia della musica alla Marquette University, iniziò la carriera artistica nei vaudeville, producendosi in numeri canori che le regalarono subito grande fama.
Ben presto questi spettacoli divennero itineranti e in tal modo Hildegarde seppe imporsi in tutti gli USA. Con le prime registrazioni su disco l'artista girò anche buona parte dell'Europa, il che valse a procurarle ulteriori consensi: la canzone che più di ogni altra la rese celebre fu Darling Je Vous Aime Beaucoup.
Hildegarde raggiunse il picco della fama tra il 1935 e il 1950, arrivando a lavorare anche 45 settimane in un anno. Suoi grandi ammiratori furono re Gustavo VI Adolfo di Svezia, Eleanor Roosevelt e il duca di Windsor. Nel secondo dopoguerra riuscì a mantenersi popolare in patria partecipando a numerosi musical e programmi televisivi.
Morì quasi centenaria a New York per cause naturali. Lasciò un'autobiografia, Over 50... So What!, pubblicata nel 1961.

## Vita privata
Hildegarde ebbe una lunga e tormentata relazione con Anna Sosenko, sua collaboratrice (fu proprio Anna a firmare Darling Je Vous Aime Beaucoup) e socia in affari.

## Pubblicazioni
- (EN) Over 50... So What!, Doubleday, 1961.